# Раба, Дани
Даниэль Раба Антолин (исп. Daniel Raba Antolín; род. 29 октября 1995, Сантандер) — испанский футболист, игрок футбольного клуба «Леганес».

## Карьера
Дани родился в Сантандере, Кантабрия, и присоединился к клубу «Вильярреал» в июле 2014 года в возрасте 19 лет, перейдя из клуба «Бансандер». Он был сразу отправлен в команду C, и дебютировал в стартовом составе 30 августа того же года, заменив Марио Гонсалеса и забив гол в проигранном матче (1:3) с «Кастельоном» в дивизионе Терсера.
3 января 2016 года Раба дебютировал за резерв, заменив Альфонсо Педрасу в домашней ничьей (2:2) против «Эспаньола B» в сегунде. Продвинувшись до второй команды перед стартом сезона в 2016 году, он забил свой первый гол 28 августа в домашней ничьей с «Гавой» (1:1) и продлил свой контракт до 4 июня 2017 года.

## Достижения

### Командные
«Вильярреал»
- Победитель Лиги Европы УЕФА: 2020/21